# Bagodares castra
Bagodares castra är en fjärilsart som beskrevs av Jones 1921. Bagodares castra ingår i släktet Bagodares och familjen mätare. Inga underarter finns listade i Catalogue of Life.